# Saison 11 de Chicago Fire
Chronologie
Saison 10 Saison 12
Cet article présente les épisodes de la onzième saison de la série télévisée américaine Chicago Fire.

## Généralités
- Aux États-Unis, la saison est diffusée à partir du 21 septembre 2022 sur le réseau NBC.
- Au Canada,
- En Belgique,
- En France, elle est diffusée depuis le 4 septembre 2023 sur 13ème Rue[1].

## Distribution

### Acteurs principaux
- Miranda Rae Mayo (VF : Charlotte Corréa) : Stella Kidd Severide, Lieutenant du camion No. 81
- Taylor Kinney (VF : Thomas Roditi) : Kelly Severide, Lieutenant du camion No. 3
- Kara Killmer (VF : Victoria Grosbois) : Sylvie Brett
- Eamonn Walker (VF : Thierry Desroses) : Chef de district adjoint Wallace Boden
- David Eigenberg (VF : Franck Capillery) : Christopher Herrmann, Lieutenant du camion No. 51
- Joe Minoso (VF : Loic Houdré) : Joe Cruz
- Christian Stolte (VF : Paul Borne) : Randy « Mouch » McHolland
- Alberto Rosende (VF : Hugo Brunswick) : Blake Gallo
- Daniel Kyri (VF : Mike Fédée) : Darren Ritter
- Hanako Greensmith : Violet Mikami
- Jake Lockett : Sam Carver

### Acteurs récurrents
- Jesse Spencer (VF : Guillaume Lebon) : Capitaine Matthew Casey des pompiers de Portland (épisodes 18 et 22)
- Randy Flagler : Harold Capp
- Anthony Ferris : Tony Ferris
- Jimmy Nicholas : Chef Evan Hawkins (épisode 1 à 3)
- Robyn Coffin (VF : Nathalie Gazdik) : Cindy Herrmann, la femme de Christopher Herrmann.
- Kristen Gutoskie : Chloé, la femme de Joe Cruz.
- Katelynn Shennett : Kylie Estevez
- Caitlin Carver : Emma Jacobs (épisode 9, 10 et 11)
- Andy Allo : Wendy Seager (épisode 15 et 16)

### Invités crossover
- Amy Morton : Sergent Trudy Platt (Série Chicago PD)

## Épisodes

### Épisode 1:Tenir bon
- États-Unis /  Canada :
- Suisse :
- France : 4 septembre 2023 sur 13ème Rue
- Belgique : 10 novembre 2023 sur RTL TVI

### Épisode 2:Chaque cicatrice a une histoire
- États-Unis /  Canada :
- Suisse :
- France : 4 septembre 2023 sur 13ème Rue
- Belgique : 10 novembre 2023 sur RTL TVI

### Épisode 3:Priorité à l'ancienneté
- États-Unis /  Canada :
- Suisse :
- France : 11 septembre 2023 sur 13ème Rue
- Belgique : 17 novembre 2023 sur RTL TVI

### Épisode 4:Le Centre de l'univers
- États-Unis /  Canada :
- Suisse :
- France : 11 septembre 2023 sur 13ème Rue
- Belgique : 17 novembre 2023 sur RTL TVI

### Épisode 5: Maison hantée
- États-Unis /  Canada :
- Suisse :
- France : 18 septembre 2023 sur 13ème Rue
- Belgique : 24 novembre 2023 sur RTL TVI

### Épisode 6:La Clé du mystère
- États-Unis /  Canada :
- Suisse :
- France : 18 septembre 2023 sur 13ème Rue
- Belgique : 24 novembre 2023 sur RTL TVI

### Épisode 7:Trouver un bouc émissaire
- États-Unis /  Canada :
- Suisse :
- France : 25 septembre 2023 sur 13ème Rue
- Belgique : 1er décembre 2023 sur RTL TVI

### Épisode 8: Une vie magnifique
- États-Unis /  Canada :
- Suisse :
- France : 25 septembre 2023 sur 13ème Rue
- Belgique : 1er décembre 2023 sur RTL TVI

### Épisode 9:Une vieille ennemie
- États-Unis /  Canada :
- Suisse :
- France : 2 octobre 2023 sur 13ème Rue
- Belgique : 8 décembre 2023 sur RTL TVI

### Épisode 10:Cicatrices invisibles
- États-Unis /  Canada :
- Suisse :
- France : 2 octobre 2023 sur 13ème Rue
- Belgique : 8 décembre 2023 sur RTL TVI

### Épisode 11:Suspicions
- États-Unis /  Canada :
- Suisse :
- France : 9 octobre 2023 sur 13ème Rue
- Belgique : 15 décembre 2023 sur RTL TVI

### Épisode 12:Comment ça finit?
- États-Unis /  Canada :
- Suisse :
- France : 9 octobre 2023 sur 13ème Rue
- Belgique : 15 décembre 2023 sur RTL TVI

### Épisode 13:Le Frère
- États-Unis /  Canada :
- Suisse :
- France : 16 octobre 2023 sur 13ème Rue
- Belgique : 12 janvier 2024 sur RTL TVI

### Épisode 14:Une histoire de confiance
- États-Unis /  Canada :
- Suisse :
- France : 16 octobre 2023 sur 13ème Rue
- Belgique : 12 janvier 2024 sur RTL TVI

### Épisode 15:Héroïsme ordinaire
- États-Unis /  Canada :
- Suisse :
- France : 23 octobre 2023 sur 13ème Rue
- Belgique : 19 janvier 2024 sur RTL TVI

### Épisode 16:Un lourd fardeau
- États-Unis /  Canada :
- Suisse :
- France : 23 octobre 2023 sur 13ème Rue
- Belgique : 19 janvier 2024 sur RTL TVI

### Épisode 17:Le Premier symptôme
- États-Unis /  Canada :
- Suisse :
- France : 30 octobre 2023 sur 13ème Rue
- Belgique : 26 janvier 2024 sur RTL TVI

### Épisode 18:Le Danger est partout
- États-Unis /  Canada :
- Suisse :
- France : 30 octobre 2023 sur 13ème Rue
- Belgique : 26 janvier 2024 sur RTL TVI

### Épisode 19:Quand la magie opère
- États-Unis /  Canada :
- Suisse :
- France : 6 novembre 2023 sur 13ème Rue
- Belgique : 2 février 2024 sur RTL TVI

### Épisode 20:Irréprochable
- États-Unis /  Canada :
- Suisse :
- France : 6 novembre 2023 sur 13ème Rue
- Belgique : 2 février 2024 sur RTL TVI

### Épisode 21:Changement de plan
- États-Unis /  Canada :
- Suisse :
- France : 13 novembre 2023 sur 13ème Rue
- Belgique : 9 février 2024 sur RTL TVI

### Épisode 22:Une grande douleur
- États-Unis /  Canada :
- Suisse :
- France : 13 novembre 2023 sur 13ème Rue
- Belgique : 9 février 2024 sur RTL TVI